# Варела Сид, Сержиу
Сержиу Варелла-Сид, Сержиу Варела Сид (порт. Sérgio Varela Cid, в поздних документах добавил себе вторую букву «l» и дефис; 5 октября 1935, Лиссабон — предположительно 31 октября 1981) — португальский пианист.
Сын пианиста, профессора Музыкальной академии в Мадейре Лоренсу Варелы Сида (1898—1987) и скрипачки Доры Суареш де Варела Сид. Окончил Лиссабонскую консерваторию, затем занимался в Лондоне у Бенно Моисеевича. В 1950-60-е гг. широко концертировал, участвовал во многих международных конкурсах, в 1964 г. выиграл в Неаполе Международный конкурс пианистов имени Казеллы; наряду с Секейрой Коштой Варела Сид считался лучшим пианистом Португалии. Одновременно Варела Сид испытывал всё более серьёзные проблемы с законом (первый розыскной ордер на его имя был выдан Интерполом ещё в 1958 г.): по различным данным, он страдал клептоманией, фанатично увлекался азартными карточными играми. После американских гастролей 1972 г. карьера Варелы Сида пошла на спад: стал сказываться недостаток профессиональной подготовки и дисциплины, компенсировавшийся прежде энергетикой, харизмой, способностью устанавливать контакт с публикой. В 1977 г. погибла в авиакатастрофе вторая жена пианиста.
В 1979 г. пианист переселился в Бразилию. Общество Варелы Сида составляли представители высшей бразильской богемы с сомнительной репутацией (вероятно, связанные с контрабандой и торговлей наркотиками). 26 июня 1981 года пианист вышел из своего дома в Сан-Паулу, и больше его никто не видел. В сентябре того же года его ближайший приятель бразильского периода, пластический хирург Османи Рамос, был арестован и приговорён к 20 годам тюрьмы по совокупности различных преступлений, причём в деле фигурировали и обвинения в нескольких убийствах (ни одно из которых, правда, не было доказано); в тюрьме он обратился к писательской карьере, выпустил уже пять книг и анонсировал издание автобиографии, в которой, как предполагается, на судьбу Варелы Сида может быть пролит свет. Пока же бразильский суд в 1997 г. признал Варелу Сида умершим и постановил считать датой его смерти 31 октября 1981 года. В 2007 г. бразильский писатель Жуэл Кошта опубликовал беллетризованную биографию пианиста «Баллада для Варелы Сида» (порт. Balada para Sérgio Varella Cid).